# ʿAbdallāh ibn Tāhir
ʿAbdallāh ibn Tāhir (arabisch عبد الله بن طاهر, DMG ʿAbdallāh ibn Ṭāhir * um 798; † um 844) war von 825 bis zu seinem Tode Statthalter der Abbasiden in Chorasan. Er kann wohl als der bekannteste unter den Herrschern der Tahiriden gesehen werden.
Zu Beginn seiner Regierungszeit bemühte sich Abdullah gemeinsam mit seinem Vater, die Unruhen in den Gebieten des Kalifats, die nach dem Bürgerkrieg zwischen al-Amin und al-Ma'mun folgten, zu befrieden. Hiernach trat er die Nachfolge seines Vaters als Gouverneur von al-Dschasira mit der Aufgabe an, den Rebellen Nasr ibn Schabath zu besiegen und zwang Nasr zwischen 824 und 826 zu kapitulieren.
Daraufhin wurde er nach Ägypten gesandt, wo er erfolgreich einen Aufstand niederschlug, der von Abdullah ibn as-Sari geführt wurde. Es gelang ihm auch, Alexandria zurückzugewinnen, das von muslimischen Flüchtlingen aus al-Andalus sieben Jahre zuvor eingenommen worden war. Nach ihrer darauf folgenden Vertreibung machten sich die Flüchtlinge nach Kreta auf, das bis dahin byzantinisch kontrolliert war, wo sie eine islamische Regierung bildeten.
Obwohl Abdullah nach dem Tode seines Bruders im Jahr 828 zum Gouverneur von Chorasan ernannt worden war, erreichte er Nischapur erst zwei Jahre später, 830. Bis dahin wurde er von seinem Bruder Ali vertreten. Zwischenzeitlich schlug er mehrere Revolten nieder. 829 wurde er für kurze Zeit beauftragt, Babak (ca. 798–838), einem Führer der Churramiten (pers.: jene mit dem frohen Glauben), einer lokalen Friedensbewegung, die das abbasidische Kalifat bekämpfte, Einhalt zu gebieten, doch zwang ihn ein weiterer Auftrag des Kalifen nach Chorasan, wo er die Charidschiten, eine islamische Sekte, stoppen sollte.
Während seiner Regierungszeit war Abdullah vor allem in Machtkämpfe westlich und östlich seines Territoriums verwickelt. Im Osten bemühte er sich, die Vorherrschaft der Samaniden, seinen Vasallen in Transoxanien, zu festigen. Die Samaniden waren ihm wichtig, da sie den Handel über Zentralasien kontrollierten, der ebenfalls den Handel mit türkischen Sklaven einbezog.
Auch im Westen kam es zu Konflikten mit dem lokalen Regierenden in Tabaristan, dem Ispahbadh Mazyar ibn Karin. Als Regierender des Ostens beanspruchte Abdullah Tabaristan als sein Schutzgebiet und bestand darauf, dass der Tribut, den Mazyar dem Kalifen schuldete, über ihn weitergeleitet wurde, was jedoch Mayzar fernlag, der gerade sein Herrschaftsgebiet auszuweiten versuchte und darauf bestand, den Tribut direkt an den Kalifen zu zahlen.
In seinem Kampf (gegen Abdullah) wurde Mayzar von Afschin, einem Prinzen und General aus Usruschana, unterstützt, der seinerseits die tahiridischen Gebiete unter seine Kontrolle zu bringen versuchte.
Abdullah gelang es, den Kalifen gegen Mazyar aufzubringen und wurde 839 beauftragt, den Ispahbadh aufzuhalten. Mazyar, der gerade erst zum Islam konvertiert war, verließ sich in diesem Machtgerangel auf die Zoroastrier seiner Provinz, doch wurde er schließlich gefangen genommen und in das Gebiet des heutigen Irak geschickt, wo er hingerichtet wurde. Bis zum Aufstand der Ziyariden, 864, oblag die Kontrolle über Tabaristan nun den Tahiriden.
Abdullah starb entweder 844 oder 845 in Nischapur. Sein Nachfolger war sein Sohn Tahir II., der von 845 bis 862 regierte.